# هلبة الكبريت البحيرية
هلبة الكبريت البحيرية (الاسم العلمي:Thiothrix lacustris) هي نوع من البكتيريا تتبع جنس هلبة الكبريت من فصيلة هلبات الكبريت.